# Насочена антена с вълновод
Насочената антена с вълновод е тип антенна конструкция, при която вълноводите се използват за предаване на радиосигнала между голямата управляема антенна чиния и оборудването за приемане или предаване.
Антените с вълновод се използват в големи радиотелескопи и сателитни комуникационни станции като алтернатива на най-често срещания вариант на параболична антена: конвенционалната параболична антена с „предно захранване“. При този вариант сигналът от отразяващата голяма чиния се приема от малка антена (захранваща антена, на английски: Antenna feed), която предава или приема радиовълните и е разположена във фокуса на голямата чиния. Това местоположение обаче създава редица практически трудности. При системи с висока производителност на захранващата антена трябва да бъде разположена и сложната електроника на предавателя и приемника. Това обикновено изисква сериозна поддръжка; някои примери са водно охлаждане за предаватели и криогенно охлаждане за чувствителни приемници. С големите чинии, използвани в тези системи, фокусът се намира високо над земята и обслужването изисква кранове или скелета и работа на открито с деликатно оборудване на голяма височина. Освен това, самите елементи трябва да бъдат проектирани така, че да се справят с тежки външни условия като дъжд и големи температурни колебания и да работят, докато са наклонени под произволен ъгъл.
Антената с вълновод решава тези проблеми чрез разполагане на захранващата антена в „захранваща камера“ в основата на антената, вместо пред антената. Радиовълните, събрани от чинията, се фокусират в лъч и се пречупват от метални отражатели по пътя през носещата конструкция към стационарна захранваща антена в основата. Пътят е сложен, тъй като лъчът трябва да премине през двете оси на алтазимутния монтаж на антената, така че завъртането ѝ да не нарушава лъча.
Вълноводната схема, при която микровълновите радиовълни се разпространяват с помощта на серия от рефлектори, е предложена още през 1964 г. През 1970 г. е предложен изцяло вълноводен подход за сателитни комуникационни антени. Първоначално се смята, че сложният път на сигнала през множество отразяващи повърхности ще доведе до неприемлива загуба на сигнал но по-нататъшен анализ показва, че вълноводната система може да бъде изградена с много ниски загуби на сигнал.
Първата пълномащабна вълноводна антена е 64-метровата антена в Центъра за дълбок космос Усуда, Япония, построена през 1984 г. от Японската агенция за аерокосмически изследвания. След като Jet Propulsion Lab (JPL) тества тази антена и установява, че е по-добра от техните конвенционални 64-метрови антени, също преминават към този метод на конструиране за всички следващи антени на тяхната Deep Space Network (DSN).